# ميس أبيض
ميس أبيض (الاسم العلمي: Celtis alba) هو نوع نباتي يتبع جنس الميس من فصيلة القنبية.